# Blaze Starr
Pour les articles homonymes, voir Starr.
Blaze Starr, née Fannie Belle Fleming le 1er janvier 1932 ou le 10 avril 1932 dans le comté de Wayne (Virginie-Occidentale) aux États-Unis et morte le 15 juin 2015 dans le comté de Mingo, est une stripteaseuse et une star du burlesque américain. Sa présence vivace et son utilisation inventive des accessoires de scène lui ont valu le surnom de « The Hottest Blaze in Burlesque » (en français : La plus belle flambée du burlesque). Elle est également connue pour sa liaison avec Earl Kemp Long, gouverneur de Louisiane. Inspiré par ses mémoires Blaze Starr ! My Life as Told to Huey Perry (publié en 1974), le film Blaze de 1989, raconte l'histoire de cette dernière liaison, avec Paul Newman dans le rôle d'Earl Kemp Long et Lolita Davidovich dans celui de Starr. Blaze Starr y fait un caméo et apparaît en tant que consultante,.

## Jeunesse
Fannie Belle Fleming naît le 1er janvier 1932 ou le 10 avril 1932 à Wilsondale (en), dans le comté rural de Wayne, en Virginie-Occidentale, en bordure de la rivière Twelvepole (en), (également orthographiée Twelve Pole Creek). Elle a 11 frères et sœurs et est la fille de Lora (née Evans) et de Goodlow Fleming.
Élevée dans le quartier de New Ground Hollow (également orthographié New Ground Hollow) à Wilsondale (en), en Virginie-Occidentale, elle quitte la maison à 14 ou 15 ans et s'installe d'abord à Logan, en Virginie occidentale, où elle travaille comme serveuse de fast-food (en), puis à Washington, où, selon son autobiographie, elle est découverte par un promoteur alors qu'elle est employée dans un magasin de beignets.

Elle se souvient : 

« J'avais 15 ans et je travaillais comme serveuse au Mayflower Donut Shop à Washington, D.C., lorsqu'un homme du nom de Red Snyder m'a dit que j'étais jolie et que je devrais être dans le show-business. J'ai dit que j'avais été élevée en croyant que c'était un péché de danser, mais que je savais jouer de la guitare. "Bien", m'a-t-il dit. "Je vais faire de toi une star." Red a dit qu'il voulait que je me déguise en cowgirl, que je joue un peu de guitare et que je me déshabille. Je n'avais jamais entendu parler du strip-tease avant. Mais Red m'a parlé avec douceur et a dit que les filles qui le faisaient devaient être vraiment belles. Quand on n'a même jamais montré son nombril, l'idée de se déshabiller est effrayante. Alors quand je suis montée sur scène pour la première fois dans ma tenue de cowgirl rouge et blanche, j'ai utilisé mon chapeau pour me couvrir. Après le spectacle, j'ai vomi. Ce n'est pas que je pensais qu'il y avait quelque chose de mal à faire du strip-tease. J'ai juste été submergée par l'émotion d'entrer dans le show-business. »

Snyder devient le premier manager de Fannie Belle Fleming, l'encourage à se mettre au striptease et il lui donne le nom de scène Blaze Starr. Durant son adolescence, elle subit un viol collectif.

## Carrière
Blaze Starr s'installe à Baltimore, où elle commence, en 1950, à se produire dans la boîte de nuit Two O'Clock Club. Elle en devient finalement la vedette. Elle acquiert une renommée nationale après avoir été présentée dans un article du magazine Esquire, de février 1954, intitulé B-Belles of Burlesque" : You Get Strip Tease With Your Beer in Baltimore (en français : Belles du burlesque : on a du striptease avec sa bière à Baltimore). Le Two O'Clock Club reste sa base, mais elle commence à voyager et à se produire dans des clubs à travers le pays.
Les cheveux roux, la silhouette voluptueuse et l'enthousiasme de Blaze Starr, sur scène, jouent un rôle important dans son attrait. Les prouesses théâtrales et les astuces uniques qu'elle utilise dans son spectacle vont au-delà des chorégraphies burlesques établies comme avec la danse de l'éventail (en) et la danse des ballons. Elle se produit souvent avec des chats dangereux, dont un bébé panthère noire.
Sa chorégraphie caractéristique est « le canapé qui explose ». Comme elle l'explique en 1989, « j'avais enfin trouvé mon gadget, un truc comique où je suis censée être tellement excitée que je m'allonge sur le canapé et - quand j'appuie sur un bouton secret - de la fumée commence à sortir d'entre mes jambes. Puis un ventilateur et un projecteur s'allument, et vous voyez toutes ces banderoles de soie rouge qui soufflent, en forme de flammes, de sorte qu'on dirait que le canapé vient de prendre feu ».
Blaze est arrêtée plus d'une fois. La première fois, c'était à Philadelphie, en Pennsylvanie, pour obscénité, par un jeune officier de police, Frank Rizzo, qui allait devenir plus tard le commissaire de police et le maire de cette ville. Une autre fois, c'était à La Nouvelle-Orléans.
En 1968, elle achète le Two O'Clock Club on The Block à Baltimore, qui est alors évalué à 65 000 dollars. Elle continue à apparaître dans son club. Au début des années 1980, Blaze Starr fait une apparition au théâtre O'Farrell (en) des frères Mitchell (en) à San Francisco.

## Liaison avec Earl Long
À la fin des années 1950, alors qu'elle travaille brièvement au Sho-Bar de la rue Bourbon, dans le Vieux carré français de La Nouvelle-Orléans, Blaze Starr entame une longue liaison avec Earl Kemp Long, alors gouverneur de Louisiane. Elle est en train de divorcer de son mari, le propriétaire de club Carroll Glorioso, tandis que Earl Kemp Long est aussi mariée avec Miz Blanche.

## Apparitions dans les médias
Deux des performances de Starr, dont le canapé qui explose, font partie des chorégraphies burlesques présentées dans le film, de 1956, Buxom Beautease, produit et réalisé par Irving Klaw,.
Le film Blaze Starr Goes Nudist (en), réalisé par la réalisatrice Doris Wishman, en 1962, est un film de nudité et de sexploitation dans lequel Blaze Starr tient un rôle principal. Comme le titre le suggère, elle y joue son propre rôle. Le film est également appelé Blaze Starr Goes Back to Nature, Blaze Starr Goes Wild, Blaze Starr the Original et Busting Out.
Diane Arbus a photographié Blaze Starr, en 1964. La photo Blaze Starr at home est incluse dans le livre et l'exposition itinérante Diane Arbus : Family Albums.
Le film Blaze, de 1989 raconte l'histoire de sa relation avec Long. Il est réalisé par Ron Shelton, adapté par lui des mémoires de Starr Blaze Starr : My Life as Told to Huey Perry (1974), et met en scène Lolita Davidovich, dans le rôle de Starr et Paul Newman dans celui de Long. Starr elle-même apparaît dans un rôle de caméo et joue le rôle de consultante, gagnant quatre pour cent des bénéfices du film.
Certains des costumes et autres souvenirs de Blaze Starr ont été exposés au musée du sexe à New York et au Burlesque Hall of Fame à Las Vegas.

## Retraite et vie privée
Semi-retraitée depuis 1975, Blaze Starr prend finalement sa retraite définitive du striptease, en 1983, pour devenir gemmologue à plein temps, une profession dans laquelle elle s'est essayée, à temps partiel, depuis 1975. Elle a passé plusieurs saisons de vacances à vendre des bijoux artisanaux au Carrolltowne Mall d'Eldersburg, près de Baltimore.
Starr est une cousine germaine de la chanteuse Molly O'Day (en).

## Mort
Blaze Starr meurt le 15 juin 2015, selon les sources, soit à son domicile de Wilsondale, en Virginie occidentale,, soit dans un hôpital de Williamson voisin. Elle a 83 ans. Elle s'était inquiétée de la santé de son chien, qu'elle avait adopté comme chien errant. Une de ses sœurs a affirmé que le stress, ainsi qu'un « grave problème cardiaque », l'ont tuée. Son chien meurt quelques heures plus tard.